# 새만금 나들목
새만금 나들목(Saemangeum IC)은 전북특별자치도 김제시 진봉면 심포리에 설치될 예정인 새만금포항고속도로의 교차로이자 새만금포항고속도로의 기점이다. 2025년 12월에 개통될 예정이다.

## 역사
- 2018년 10월 1일 : 나들목 신설을 위해 김제시 도시계획시설 교통광장에 진봉면 심포리 일원을 새만금 나들목으로 고시[1]

## 구조물 정보
- 위치 : 전북특별자치도 김제시 진봉면 심포리

## 접속하는 도로
- 지방도 제702호선 (지평선로)
- 국도 제12호선